# Halowe Mistrzostwa Świata w Lekkoatletyce 2006 – skok w dal mężczyzn
Skok w dal mężczyzn – jedna z konkurencji rozgrywanych podczas halowych mistrzostw świata w lekkoatletyce w 2006. Kwalifikacje odbyły się 10 marca, a finał został rozegrany 11 marca.
Do kwalifikacji zgłoszonych zostało 18 zawodników z 15 państw.
Zawody w tej konkurencji wygrał reprezentant Ghany Ignisious Gaisah. Drugą pozycję zajął zawodnik z Panamy Irving Saladino, trzecią zaś reprezentujący Włochy Andrew Howe.

## Wyniki

### Kwalifikacje
Źródło: 
Grupa A
| Miejsce | Zawodnik         | Państwo           | Podejście | Podejście | Podejście | Wynik | Uwagi |
| Miejsce | Zawodnik         | Państwo           | #1        | #2        | #3        | Wynik | Uwagi |
| ------- | ---------------- | ----------------- | --------- | --------- | --------- | ----- | ----- |
| 1.      | Irving Saladino  | Panama            | 8,10      | –         | –         | 8,10  | AR    |
| 2.      | Luis Tsatumas    | Grecja            | 8,06      | –         | –         | 8,06  |       |
| 3.      | Ignisious Gaisah | Ghana             | 7,95      | –         | –         | 7,95  |       |
| 4.      | Brian Johnson    | Stany Zjednoczone | 7,55      | X         | 7,85      | 7,85  |       |
| 5.      | Issam Nima       | Algieria          | 7,84      | 7,64      | 7,84      | 7,84  | NR    |
| 6.      | James Beckford   | Jamajka           | 7,69      | 7,77      | 7,78      | 7,78  |       |
| 7.      | Rusłan Gataułlin | Rosja             | 7,76      | 7,69      | 7,78      | 7,78  |       |
| 8.      | Louis Tristán    | Peru              | X         | X         | 7,35      | 7,35  | NR    |
| 9.      | Rogério Bispo    | Brazylia          | 7,08      | 7,19      | 5,75      | 7,19  |       |

Grupa B
| Miejsce | Zawodnik               | Państwo           | Podejście | Podejście | Podejście | Wynik | Uwagi |
| Miejsce | Zawodnik               | Państwo           | #1        | #2        | #3        | Wynik | Uwagi |
| ------- | ---------------------- | ----------------- | --------- | --------- | --------- | ----- | ----- |
| 1.      | Andrew Howe            | Włochy            | 8,05      | –         | –         | 8,05  |       |
| 2.      | Godfrey Khotso Mokoena | Południowa Afryka | 7,89      | 7,68      | 7,73      | 7,89  | SB    |
| 3.      | Erivaldo Vieira        | Brazylia          | 7,60      | 7,63      | 7,88      | 7,88  | PB    |
| 4.      | Bashir Ramzy           | Stany Zjednoczone | 7,67      | 7,54      | 7,81      | 7,81  |       |
| 5.      | Morten Jensen          | Dania             | 7,66      | X         | 7,75      | 7,75  |       |
| 6.      | Danut Simion           | Rumunia           | 7,59      | 7,50      | X         | 7,59  |       |
| 7.      | Witalij Szkurłatow     | Rosja             | 7,54      | X         | 7,52      | 7,54  |       |
| 8.      | Iván Pedroso           | Kuba              | 7,27      | X         | X         | 7,27  | SB    |
| –       | Salim Sdiri            | Francja           | DNS       | DNS       | DNS       | DNS   |       |

### Finał
Źródło: 
| Miejsce | Zawodnik               | Państwo           | Podejście | Podejście | Podejście | Podejście | Podejście | Podejście | Wynik | Uwagi |
| Miejsce | Zawodnik               | Państwo           | #1        | #2        | #3        | #4        | #5        | #6        | Wynik | Uwagi |
| ------- | ---------------------- | ----------------- | --------- | --------- | --------- | --------- | --------- | --------- | ----- | ----- |
| 01 !    | Ignisious Gaisah       | Ghana             | 7,86      | X         | 8,27      | 8,30      | 8,19      | X         | 8,30  |       |
| 02 !    | Irving Saladino        | Panama            | 8,18      | 8,19      | 8,27      | 8,15      | 8,20      | 8,29      | 8,29  | AR    |
| 03 !    | Andrew Howe            | Włochy            | 7,94      | 7,88      | 8,08      | 7,65      | 8,14      | 8,19      | 8,19  | PB    |
| 4.      | Luis Tsatumas          | Grecja            | 7,90      | 8,04      | X         | 8,01      | 7,94      | 8,10      | 8,10  |       |
| 5.      | Godfrey Khotso Mokoena | Południowa Afryka | X         | 7,69      | 8,01      | 7,97      | X         | 7,94      | 8,01  | NR    |
| 6.      | Erivaldo Vieira        | Brazylia          | 7,97      | 7,32      | 5,89      | X         | 7,61      | 7,69      | 7,97  | NR    |
| 7.      | Brian Johnson          | Stany Zjednoczone | 7,53      | 7,83      | 7,79      | 7,90      | X         | 7,49      | 7,90  |       |
| 8.      | Issam Nima             | Algieria          | X         | 7,77      | 7,84      | X         | 7,76      | 7,84      | 7,84  | NR    |